# Ombelina di Jully
Ombelina (... – Jully, 12 febbraio prima del 1138), sorella di san Bernardo, fu la seconda priora del monastero benedettino di Jully-les-Nonnais.

## Biografia
Fu l'unica femmina dei sette figli del nobile Tescelino, vassallo del duca di Borgogna e ufficiale della sua corte, e di sua moglie Aletta. Era sorella di san Bernardo.
Sposò il nobile borgognone Guy de Mancy. Amante della mondanità, si recò a far visita al fratello all'abbazia di Chiaravalle in abiti lussuosi, ma Bernardo rifiutò di riceverla.
Ombelina rimase turbata dall'atteggiamento di Bernardo: due anni dopo, con il permesso del marito, si ritirò nel priorato benedettino di Jully-les-Nonnais, fondato dall'abbazia di Molesme, e ne divenne la seconda priora.
Morì, dopo una lunga malattia, il 12 febbraio di un anno prima del 1138.

## Culto
Nel 1703 i cistercensi iscrissero il nome di Ombelina nel loro calendario al 12 febbraio.
Nei menologi benedettini e cistercensi la memoria della beata Ombelina era iscritta al 21 agosto.
Il suo elogio si legge nel Martirologio romano al 13 febbraio.